# Österreichischer Presserat
Der Verein zur Selbstkontrolle der österreichischen Presse – Österreichischer Presserat ist eine Einrichtung zur Selbstkontrolle von Printmedien und nichtkommerziellen elektronischen Medien in Österreich und wurde im Jahr 2010 wieder gegründet. Der Presserat beruht auf dem Prinzip der Freiwilligkeit und dient der redaktionellen Qualitätssicherung, der Förderung von verantwortungsvollem Journalismus sowie der Gewährleistung der Pressefreiheit. Eine wichtige Aufgabe ist die Herausgabe und Adaptierung des Ehrenkodex für die österreichische Presse. Der alte Presserat hatte von 1961 bis 2002 bestanden. Im Jahr 2009 haben sich die Journalistengewerkschaft und der Verband österreichischer Zeitungen grundsätzlich geeinigt, wieder einen Rat einzuführen, dessen konstituierende Sitzung im März 2010 stattfand.
Zu den Trägerorganisationen zählen auch der Verein der Chefredakteurinnen und Chefredakteure, der österreichische Zeitschriften- und Fachmedienverband, der Verband der Regionalmedien Österreichs sowie der Presseclub Concordia. Präsident des Presserats ist derzeit Eike Kullmann, Stellvertreter ist Gerald Grünberger. Die Geschäftsstelle wurde im November 2010 eröffnet, wird von Alexander Warzilek geleitet und hat ihren Sitz am Franz-Josefs-Kai in Wien.
Finanziert wird der Presserat durch Mitgliedsbeiträge seiner Träger und aus Mitteln der Presseförderung (siehe § 12a PresseFördG). Die staatliche Förderung beträgt 150.000 Euro im Jahr.
Die Entscheidungen des Presserats haben in erster Linie Mahn- und Appellcharakter, es können weder Strafen aus- noch Schadenersatz zugesprochen werden. Die potenziellen Auswirkungen dieser „Prangerwirkung“ können signifikanten Einfluss und erhebliche Konsequenzen auf den Ruf und die öffentliche Wahrnehmung des betroffenen Mediums haben.

## Struktur
Der Presserat verfügt über drei Senate, die sich jeweils aus zehn etablierten Journalisten und einem rechtskundigen Vorsitzenden zusammensetzen. Die einlangenden Fälle werden den Senaten alternierend zugewiesen. Daneben gibt es zwei Ombudsleute, die zwischen dem Medium und dem Betroffenen zu vermitteln versuchen. Um eine Entscheidung fällen zu können, müssen mindestens vier Senatsmitglieder anwesend sein. Wird ein Fall behandelt, der das Medium eines Senatsmitgliedes betrifft, ist dieses Mitglied befangen und nimmt am Verfahren nicht teil. Anders als in Deutschland sind in den Senaten keine Verleger vertreten. Der Trägerverein des Presserats, in dem 14 Vertreter der Trägerorganisationen entsandt sind, tagt zumindest einmal im Jahr. Er beschließt u. a. das Budget des Presserats, Änderungen des Ehrenkodex und bestellt die unabhängigen und weisungsfreien Mitglieder der Senate.

## Verfahren und Entscheidungen des Presserats
Jeder Leser kann über einen Artikel in einem Printmedium eine Mitteilung an den Presserat machen (per Brief bzw. per E-Mail). Der zuständige Senat des Presserats entscheidet dann, ob er es für notwendig erachtet, ein medienethisches Verfahren einzuleiten. Greift der Senat einen Fall nicht auf, liefert er dafür im Normalfall eine Begründung. Wer von einem Artikel persönlich betroffen ist, kann beim Presserat ein Beschwerdeverfahren in die Wege leiten. In diesem Verfahren ist der Presserat ein Schiedsgericht. Der Betroffene muss allerdings darauf verzichten, zu Gericht zu gehen. Die Verfahren des Presserats sind kostenlos. Die Entscheidungsgrundlage für die beiden Senate ist der Ehrenkodex für die österreichische Presse, ein Katalog von medienethischen Prinzipien. Zu den wichtigsten Prinzipien dieses Kodex gehören die Verpflichtung zur Gewissenhaftigkeit und Korrektheit in Recherche und Wiedergabe von Nachrichten, der Persönlichkeitsschutz (u. a. Schutz der Menschenwürde, Ehre und Intimsphäre), ein umfassendes Diskriminierungsverbot (z. B. von Frauen, Migranten oder gesellschaftlichen Randgruppen), das Verbot von Einflussnahmen von außen auf redaktionelle Beiträge und die Verpflichtung zu zurückhaltender Berichterstattung bei Suiziden (Werther-Effekt).
Wichtige Entscheidungen des Presserats werden durch Presseaussendungen öffentlich bekannt gemacht. Im Jahr 2015 behandelte der Presserat 253 Fälle, in 44 Fällen wurden Ethikverstöße festgestellt, im Jahr 2016 hingegen 307 Fälle mit 33 Ethikverstößen, 2017 320 Fälle mit 30 Verstößen.

## Ausgewählte Entscheidungen
- Die Verwendung des Begriffs „Negerkinder“ wird als Verstoß gegen den Ehrenkodex gewertet und ein satirischer Kontext verneint.[5][6]
- Die Kronen Zeitung hat durch mehrere Artikel, in denen Bettler bzw. die „Bettler-Mafia“ thematisiert wurden, gegen den Ehrenkodex verstoßen.[7]
- Unreflektierte Wiedergabe von persönlichkeitsverletzenden Postings („Täter gehört aufgehängt“) auf heute.at ist Ethikverstoß.[8]
- Gefakte Hasspostings auf Facebook für Recherchezwecke für einen Artikel in der Fachzeitschrift Der Österreichische Journalist empfand der Presserat als unlauter.[9]
- Eine Werbestrecke der Firma Novomatic wurde im Heute MagazIN nicht ausreichend als solche gekennzeichnet.[10]
- Die Formulierung „heißes Date“ im Zusammenhang mit einem sexuellen Missbrauch in der Tageszeitung Österreich bewertete der Presserat als verharmlosend.[11]
- Die Veröffentlichung von brutalem Bildmaterial des sogenannten „Islamischen Staates“ in der Kronen Zeitung verstößt laut Presserat gegen die Menschenwürde.[12]
- Die Veröffentlichung eines Videos auf heute.at, das eine Frau nackt auf der Straße zeigt, verletzt die Privatsphäre.[13]
- Gefälligkeitsinterviews mit Unternehmenschefs, die überwiegend Werbesprache enthalten, verstoßen gegen Ehrenkodex.[14]
- Diskriminierung von Kindergartenkindern durch Bildunterschrift in der rechtsnationalen Wochenzeitschrift Zur Zeit.[15]
- Diskriminierung und Pauschalverunglimpfung von Befreiten des KZ Mauthausen in rechtsextremistischer Zeitschrift Die Aula.[16]
- Schleichwerbung für Brötchen in einem Artikel in der Kronen Zeitung über die Super Bowl ist medienethisch bedenklich.[17]
- Der falsche Vorwurf sexuellen Missbrauchs gegenüber einem Schwarzen in einem Schwimmbad auf der Webseite wochenblick.at ist ein schwerwiegender Ethikverstoß.[18]
- Eine Kolumne über Flüchtlinge in einer Beilage der Zeitschrift News (u. a. die Aussage, dass „die Flüchtlinge den Europäern die Kinder wegnehmen“) wurde als diskriminierend gewertet.[19]
- In einer Stellungnahme kritisiert der Presserat die Veröffentlichung eines Gewaltvideos (eine Jugendliche wird darin geschlagen und schwer verletzt) in mehreren Medien und auf Facebook.[20]
- Veröffentlichung von brutalen Bildern aus Bürgerkrieg im Kongo in der Straßenzeitung We the People ist ein schwerwiegender Ethikverstoß.[21][22]
- Veröffentlichung eines Fotos von trauernden Angehörigen in den NÖN verletzt den Persönlichkeitsschutz.[23]
- Die detaillierte Schilderung eines Missbrauchs einer Dreijährigen auf der Webseite oe24.at ist eine Persönlichkeitsverletzung.[24]
- Postmortale Persönlichkeitsverletzung u. a. durch Veröffentlichung eines Bildes eines (vermeintlichen) Mordopfers in der Tageszeitung Österreich.[25]
- Eine Artikelserie auf wochenblick.at über die Flüchtlingssituation in Schweden wurde vom Presserat gerügt, weil sie mehrfach Falschinformationen enthielt.
- Einen Bericht über den Suizid eines Kindes in der Zeitschrift News bewertete der Presserat als zu detailliert und daher als Ethikverstoß.

## Geschichte
Die Organisation zur medialen Selbstkontrolle wurde im Jänner 1961 vom Verband Österreichischer Zeitungsherausgeber und Zeitungsverleger (heute: VÖZ) und der Gewerkschaft Kunst, Medien, freie Berufe (Sektion Journalisten) gegründet.
Die Aufgabe des Presserates war es, Beschwerden von Lesern, Zeitungen oder Betroffenen über Berichterstattungen nachzugehen, diese zu prüfen und zu beurteilen. Die Organisation konnte eine Beschwerde abweisen, sie konnte urteilen, dass „die Berufspflichten der Presse“ durch die inkriminierte Veröffentlichung entweder „verletzt“ oder „grob verletzt“ worden seien oder „dem Ansehen der Presse“ durch die Veröffentlichung geschadet worden seien.
Der Vorsitz im Presserat rotierte jährlich zwischen einem Vertreter des VÖZ und einem Vertreter der Journalistengewerkschaft. In den Gremien vertreten waren auch Entsandte der beiden kooptierten Organisationen Presseclub Concordia und österreichischer Zeitschriften-Fachverband.
In den 1990er Jahren führten 88 österreichische Tageszeitungen und Magazine das Siegel des Presserates im Impressum und verpflichteten sich dadurch, Beurteilungen des Presserates zu veröffentlichen, sofern sie die eigene Berichterstattung betreffen. Nur die mit Abstand größte österreichische Zeitung, die Kronen Zeitung, verschloss sich dem Gremium von Anfang an.

## Konflikt mit der Krone und anderen Zeitungen
Die Kronen Zeitung mit über 40 Prozent Reichweite ist als eine der wenigen österreichischen Zeitungen nicht dem Presserat beigetreten, war indes besonders oft in seinem Visier. Der Kolumnist Richard Nimmerrichter etwa wurde 1993 wegen eines vergleichenden Artikels zwischen Adolf Hitler und Paul Grosz, dem damaligen Präsidenten der Israelitischen Kultusgemeinde Österreichs, gerügt. Krone-Herausgeber Hans Dichand wurde etwa 1997 gemahnt, weil er einer Konkurrenzzeitung vorgeworfen hatte, sich auf die Seite der Mörder des Massakers von Katyn gestellt zu haben. Der Vers-Kolumnist Wolf Martin wurde vom Presserat 1996 wegen eines Gedichtes über Homosexuelle gerügt sowie 2001 wegen eines Gedichts, in welchem er die Kolporteure der Obdachlosen-Zeitschrift Augustin als „lästig wie die Läus und Wanzen“ bezeichnete. Die Krone kritisierte die meisten dieser Presserats-Entscheidungen und forderte wiederholt deren Rücknahme.
Der Konflikt eskalierte am Streit um ein Krone-Titelblatt vom 8. Oktober 1997. Darauf war der eben festgenommene, aber nicht Verurteilte Franz Fuchs abgebildet, welcher im Verdacht stand, mehrere Briefbomben verschickt zu haben. Über dem Bild war die Schlagzeile zu lesen: „Ein Bild wie ein Geständnis“. Der Presserat verurteilte diese Art der Berichterstattung, die Kronen Zeitung klagte den Presserat wegen Kreditschädigung. Die Klage wurde im Jahr 2000 von der letzten Instanz, dem Obersten Gerichtshof abgewiesen.
Die Zeitung Täglich Alles trat dem Presserat gar nicht erst bei. Dies und der Widerstand der Kronen Zeitung gegen die Entscheidungen des Presserates führten dazu, dass die Organisation Ende der 1990er Jahre durch zahlreiche öffentliche Debatten zusehends ihre Rolle als objektive Autorität verlor. Die Tageszeitung Österreich klagte den 2010 wieder gegründeten Presserat zwei Mal erfolglos wegen Behinderung ihres Wettbewerbs. Das Verhältnis dieser Zeitung mit dem Presserat hat sich mittlerweile gebessert – im März 2017 ist sie ihm beigetreten, im Senat 3 des Presserats ist nun auch ein Journalist dieser Zeitung vertreten. Die Gratiszeitung Heute trat dem Presserat erst mit Mai 2021 bei.  Auch wenn die Kronen Zeitung den Ehrenkodex für die österreichische Presse nach wie vor nicht anerkennt, hat sich der Presserat mittlerweile wieder als Ethikeinrichtung der Medienbranche etabliert.

## Zerfall und Neugründung
Im Dezember 2001 kündigte schließlich der Verband Österreichischer Zeitungen (VÖZ) die Mitwirkung beim Presserat auf. Der VÖZ begründete diesen Schritt damit, dass die Selbstkontrolle der Medien gestärkt werden müsse und dass dies nur von den Medien selbst (nicht von Interessensvertretungen wie der Journalistengewerkschaft) übernommen werden könne. Die Verhandlungen um ein neues Modell des Presserates scheiterten jedoch im Jahr 2002. 2010 einigten sich der Österreichische Gewerkschaftsbund, vertreten durch die Österreichische Journalistengewerkschaft in der GPA-DJP, der Verband Österreichischer Zeitungen, der Verein der Chefredakteure, der österreichische Zeitschriften- und Fachmedienverband, der Verband der Regionalmedien Österreichs sowie der Presseclub Concordia, wieder ein Selbstkontrollorgan für die Printmedien einzuführen.